# Jonglei
Jonglei (tiếng Ả Rập: جونقلي), đôi khi viết là Junqali, là một trong 10 bang của Nam Sudan, giáp biên giới với vùng Gambela của Ethiopia. Jonglei là tiểu bang lớn nhất tại Cộng hòa Nam Sudan, với diện tích khoảng 122.581 km2, cũng là bang đông dân nhất theo điều tra dân số năm 2008 gây tranh cãi được tiến hành trong giai đoạn thứ hai của Nam Sudan ngày nay tự chủ. Bor là thủ phủ bang. Thống đốc hiện hành của Nhà nước Jonglei Kuol Manyang Juuk. Jonglei ly khai từ Sudan như là một phần của nước Cộng hoà Nam Sudan vào ngày 9 tháng 7 năm 2011.

## Hành chính
Jonglei được chia thành 9 quận: Akobo, Ayod, Bor, Duk, Fangak, Nyirol, Pigi, Twic Đông và Uror.

## Nhân khẩu
Theo ước tính năm 2014, bang Jonglei có 1.228.824 cư dân, chủ yếu bao gồm người Dinka (còn được gọi Monyjang hoặc Jieng) và người Nuer.